# Ferrières (Tarn)
Pour les articles homonymes, voir Ferrières.
Ferrières est une ancienne commune française située dans le département du Tarn et la région Occitanie ('Ferrièiras' en occitan).
Elle est, depuis le 1er janvier 2016, une commune déléguée de la commune nouvelle de Fontrieu.

## Géographie

### Localisation
Commune du Massif central située sur les monts de Lacaune.

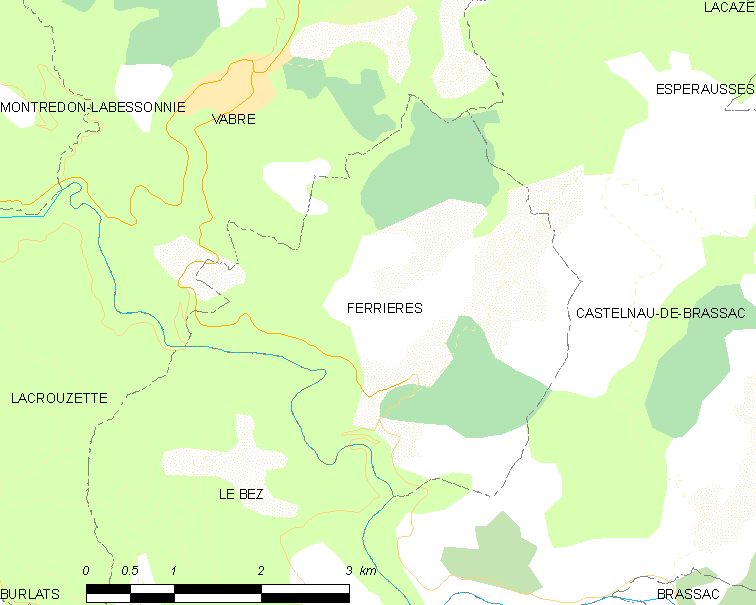
Carte

### Communes limitrophes
|  | Vabre     |                                 |
|  | Ferrières | Castelnau-de-Brassac (Fontrieu) |
|  | Le Bez    |                                 |

À l'ouest, la commune de Lacrouzette n'est qu'à une centaine de mètres du territoire communal.

## Toponymie
Attestée sous la forme Ferreriis en 1358. 
Pluriel de l'occitan ferrièra, « forge catalane, mine de fer », du latin ferraria, « Installation pour extraire, fondre et forger le fer ». Dérivé de fer, avec le suffixe -ière.

## Histoire

### Légende de La poche du diable
Au XVIe siècle, alors que Messire Guilhot de Ferrières, chef des Huguenots, était accusé par les papistes d'avoir des relations avec Satan, les consuls de Ferrières ou de Vabre s'adressèrent au malin pour qu'il construise un pont à Thessauliès. Le Diable a peu d'imagination : il réclama l'âme du premier qui passerait sur l'ouvrage. (Voir l'article Pont du Diable.)
Guilhot avait voyagé et il conseilla aux consuls d'accepter. 
« Nous y feront passer l'ane du meunier de Record. »
Les consuls en rirent beaucoup, dans l'alcove. Leurs épouses le confièrent à toutes leurs amies. Lucifer qui arrivait, les poches gonflées de rochers pour établir le pont, entendit les bavardes. Courroucé, il vida ses poches sur la pente et pris congé des Sidobriens. Les cailloux roulèrent, en éboulis, et formèrent la "poutsado dal Diablé" (la poche du Diable).

### Héraldique
| Ferrières | Son blasonnement est : D'argent au pal flambloyant de gueules. |

## Politique et administration

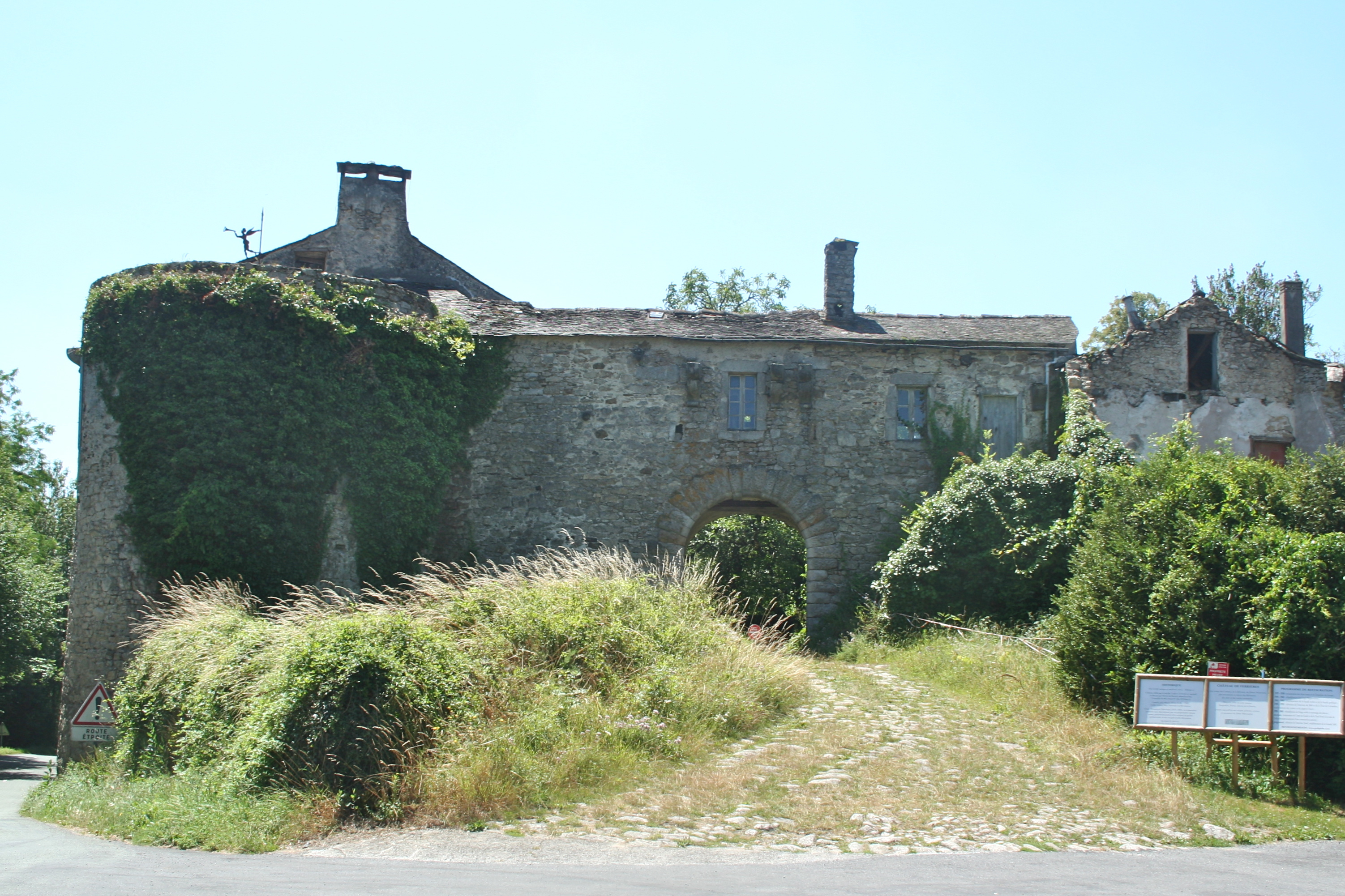
Château.

| Période                                  | Période    | Identité       | Étiquette | Qualité |
| ---------------------------------------- | ---------- | -------------- | --------- | ------- |
| 1967                                     | ?          | Louis Estadieu |           |         |
| ?                                        | 1995       | Paul Faure     |           |         |
| mars 1995                                | avril 2013 | Pierre Davy    |           |         |
| juin 2013                                | en cours   | Alain Gran     |           |         |
| Les données manquantes sont à compléter. |            |                |           |         |

## Démographie
| 1793 | 1800 | 1806 | 1821 | 1831 | 1836 | 1841 | 1846 | 1851 |
| ---- | ---- | ---- | ---- | ---- | ---- | ---- | ---- | ---- |
| 832  | 849  | 911  | 921  | 911  | 895  | 960  | 942  | 901  |

| 1856 | 1861 | 1866 | 1872 | 1876 | 1881 | 1886 | 1891 | 1896 |
| ---- | ---- | ---- | ---- | ---- | ---- | ---- | ---- | ---- |
| 801  | 800  | 785  | 785  | 767  | 784  | 760  | 751  | 709  |

| 1901 | 1906 | 1911 | 1921 | 1926 | 1931 | 1936 | 1946 | 1954 |
| ---- | ---- | ---- | ---- | ---- | ---- | ---- | ---- | ---- |
| 692  | 702  | 643  | 497  | 521  | 439  | 440  | 365  | 319  |

| 1962 | 1968 | 1975 | 1982 | 1990 | 1999 | 2006 | 2011 | 2013 |
| ---- | ---- | ---- | ---- | ---- | ---- | ---- | ---- | ---- |
| 253  | 207  | 175  | 196  | 180  | 150  | 147  | 142  | 134  |

## Lieux et monuments
- Château, ancienne forteresse médiévale (XIIe - XVIe siècle)[9]
- Temple protestant de Baffignac, inscrit Monument Historique depuis le 31 juillet 2015
- Musée du protestantisme en Haut-Languedoc[10]

## Personnalités liées à la commune
- Antonin Tirefort (né à Ferrières le 14 juin 1899 et décédé à Castres le 18 avril 1969), député du Tarn du 25 novembre 1962 au 2 avril 1967, premier adjoint au maire de Castres.Antonin Tirefort

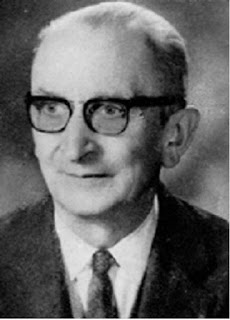
Antonin Tirefort